# Badam
Der Badam (kasachisch Бадам) ist ein linker Nebenfluss des Arys im südkasachischen Gebiet Türkistan.
Der Badam entspringt am Westhang des Ugomgebirges. Er fließt in überwiegend westlicher Richtung aus dem Gebirge und durch die vorgelagerte Ebene. Dabei durchfließt er die Städte Lenger und Schymkent. Er nimmt den Sairamsu rechtsseitig auf. Schließlich erreicht er den Arys, ein Nebenfluss des Syrdarja. Der Badam hat eine Länge von 141 km. Er entwässert ein Areal von 4329 km². Der mittlere Abfluss beträgt 4,51 m³/s.